# Злот (Бор)
Злот је насељено место града Бора у Борском округу. Према попису из 2022. било је 2.675 становника (према попису из 2011. било је 3.299 становника) што га чини највећим селом у Тимочкој Крајини.

## Етимологија
О имену Злота постоји уверење код овдашњег живља да је оно у вези са са досељавањем из Пољске. Ово веровање се повезује са именом пољске валуте - злот, а поткрепљује се налазом веће количине новца Жигмунда II – „краља пољског“, у атару засеока Манастириште, који се сматра прапостојбином Злота, баш као и заселак Селиште.
Постоји и друго мишљење о имену села. Њега бележи Милан Ђ. Милићевић у „Кнежевини Србији: „Злоћани знају и сад одакле су се доселили. Једни су, веле, дошли са Алмаша, а други из Балчице у Ердељу. Кажу да је један од тих првих досељеника купио њиву за золоту (30 пара), па је од тога остало име селу Злот, премда Власи ово име управо изговарају - Зглот“

## Географија
Злот се налази у подножју планине Малиник (1.158 m), у долини Злотске реке која је највећа притока Црног Тимока. Атар села се на западу граничи са атарима села Јеловац и Стрмостен, на југу са Подгорцем, на југоистоку са Сумраковцем и Шарбановцем, на истоку са Брестовцем и на северу са атаром Жагубице. Рељеф је претежно брдско-планински са највишом надморском висином која достиже 1.284 m (Велика Треста).
Злот је највеће село у Тимочкој Крајини по површини и по броју становника са 2.675 становника. Северозападно од центра села налазе се Злотске пећине од којих се издваја Лазарева пећина која је најдужа у Србији. Такође, у близини се налази и Лазарев кањон који је заштићен као споменик природе. Најближи градови су Бољевац и Бор.
Село се дели на: Мунће (планина) и К'мп (поље). На планини нема сталног становништва већ ту постоје бачије где се заједнички напасује стока. Село је разбијеног типа са великим бројем засеока који мештани називају реонима. Центар села је подељен на Први, Други, Трећи и Четврти реон, а у остатку атара се налази 20 реона:
| - Дубрава - Манастириште - Кров - Преваље - Огрез - Девесел - Галоња - Злаћа - Бељевина - Селиште | - Горња Стопања - Доња Стопања - Смолница - Крлинац - Облеж - Кобила - Тилва - Досу Бањи (Бањски осој) - Ваља ку Фрасењ (ВКФ, Јасенова долина) - Шетаће |

### Лазарева пећина
Лазарева пећина се налази у источној подгорини Кучаја. Од Злота је удаљена 3 km. Улаз у пећину је на надморској висини од 291 m и налази се на левој страни реке Ваља Микуљ. Пећина је део великог броја спелеолошких објеката који су заједно са овом пећином познати и под називом Злотске пећине. Од ових пећина Лазарева је најпознатија и туристички најраније уређена – туристичко уређење пећине отпочело је 1953. године, а туристичка стаза је дуга 800 m.
Прва испитивања Лазареве пећине је извршио Феликс Хофман 1882. године. Седам година после Хофмана, спелеолошка истраживања објавио је и Јован Цвијић. Пећину је изградила подземна река која и даље пролази кроз њу. Укупна дужина испитаних канала Лазареве пећине је 9818 m, а процењена дужина пећинских канала прелази 10 km. Укупна површина пећине је 9907 m². Процењује се да запремина пећинских просторија износи више 52.000 m³.
Лазарева пећина проглашена је природном реткошћу и заштићена као споменик природе од 1949. године. Завод за заштиту природе Србије прогласио је 2005. године Лазареву пећину објектом геонаслеђа Србије. Лазарева пећина налази се на територији споменика природе Лазарев кањон.

## Историја
Први подаци о Злоту потичу из времена аустријске окупације северне Србије од 1718. до 1739. На карти из тог периода уцртано је место Sladsche за које се сматра да је злотски заселак Злаћа и река Sglat Bach односно Злотска река, међутим не спомиње се и само насеље (Sglat) на Злотској реци па се претпоставља да у том периоду насеља није ни било. Према предању, крајем 17. и почетком 18. века овај крај је био пуст. Због великог насиља у Трансилванији (Ердељ), у овај крај су дошли хајдуци који су седам година хајдуковали, а када су добро упознали земљу враћали би се са својим породицама. Међу тим хајдуцима најпознатији је био хајдук Пичика. У том периоду Злот су настаниле следеће породице: Урсуљешћи (засеок Селиште), Главашоњи (засеок Злаћа), Моркотењи (засеок Преваље) и Аврамоњи (засеок Кобила). Из Алмаша су дошли и Фироњи, Добромир, Зојкеско итд. Према том предању засеоци (салаши) су старији од самог села, а само село је образовано касније.
Вук Караџић помиње Злот 1828. године у забавнику „Даница” међу селима Црне Реке која су се тада налазила под турском управом. Од 1844. године постоје континуирани подаци о Злоту у статистичким државним подацима. Тада се у „Коншкрибционом протоколу начелства окружја црноречкога” спомиње да Злот има 364 кућа и 2.125 становника. Злот и друга насеља Црне Реке од турске власти била су ослобођена 1833. године припајањем Кнежевини Србији.
1837. године у Злоту је изграђена основна школа, прва у борском крају. У њој су се школовала само мушка деца, а од 1871. и женска. Црква Светог пророка Илије у Злоту је изграђена 1837. године, кад и школа. Током целог 19. века и у првој половини 20. века село је припадало Бољевачком срезу Црноречког округа. Указом Краља од 25. фебруара 1921. године насеље је добило статус варошице.
Немци су у септембру 1941. године потпуно спалили села Подгорац и Злот, што је била освета за партизанско уништење рудника Ртањ и ометање саобраћаја уништавањем мостова и железничких пруга. Прво су села бомбардовали из ваздуха, срушивши у Злоту једну кућу. Још 8. септембра Немци су запосели положаје изнад Брестовачке Бање, на Тилва Њагри и Кобили, и спалили неколико злотских појата. За ову операцију је немачка команда ангажовала око 30 камиона и борних кола, те 700 војника из Ниша, Зајечара и Бора наоружаних аутоматима. Главно наоружање је било 7 топова и преко 30 тешких митраљеза. Око 15 часова 9. септембра, након што је читави Подгорац спаљен, Немци су се са око 50 везаних мушкараца упутили у Злот. У међувремену, још пре подне, њихове снаге са положаја код Брестовачке Бање су блокирале насеље и похватале и ставиле под јаку стражу преко 100 сељака. Истог дана немачки војници су у Злоту спалили око 30 кућа, а преко ноћи спровели све преостале мере безбедности и застрашивања. После митраљеске пуцњаве у куће и стаје упадали су немачки војници са нарамцима сламе којом су пунили све просторије. Затим би убацивали запаљиве бомбе, а укућане гурали у куће захваћене ватром и затварали врата за њима. Сексуално су злостављали девојке и мајке и бацали их у згаришта. 10. септембра и ово је село уништено. У оба села, Подгорцу и Злоту, изгореле су 853 куће и друге грађевине, те велике количине људске и сточне хране. По паљевини села Немци су отерали у Бор и затворили 150 Злоћана и Подгорчана. После два дана од њих су издвојили 22, по 11 из сваког села, и стрељали их на пијаци у Бољевцу.

## Демографија
Према подацима са последњег пописа из 2022. у Злоту је живело 2.675 становника што је за 624 мање (-18,91%) у односу на претходни попис 2011. када је било 3.299 становника. У насељу Злот живи 2.257 пунолетна становника, а просечна старост становништва износи 46,21 година (44,51 код мушкараца и 47,90 код жена).
Према подацима пописа из 2022. у насељу има 956 домаћинства, а просечан број чланова по домаћинству је 2,80, а према подацима са пописа из 2002. у насељу има 1129 домаћинстава, а просечан број чланова по домаћинству је 3,33. Већину становништва чине Власи који чине 42,58% и Срби који чине 47,67%.
Становништво у овом насељу веома је нехомогено, а у последња три пописа, примећен је пад у броју становника.
|             | \| Демографија[1] \| Демографија[1] \| Демографија[1] \| \| Година \| Становника \| Становника \| \| -------------- \| -------------- \| -------------- \| \| 1948. \| 5.465 \| \| \| 1953. \| 5.661 \| \| \| 1961. \| 5.538 \| \| \| 1971. \| 5.233 \| \| \| 1981. \| 4.918 \| \| \| 1991. \| 4.280 \| 4.247 \| \| 2002. \| 3.757 \| 3.836 \| \| 2011. \| 3.299 \| \| \| 2022. \| 2.675 \| \| |            |
| Демографија | |            |
| Година      | Становника | Становника |
| 1948.       | 5.465 |            |
| 1953.       | 5.661 |            |
| 1961.       | 5.538 |            |
| 1971.       | 5.233 |            |
| 1981.       | 4.918 |            |
| 1991.       | 4.280 | 4.247      |
| 2002.       | 3.757 | 3.836      |
| 2011.       | 3.299 |            |
| 2022.       | 2.675 |            |

| Етнички састав према попису из 2002.‍ | Етнички састав према попису из 2002.‍ | Етнички састав према попису из 2002.‍ | Етнички састав према попису из 2002.‍ | Етнички састав према попису из 2002.‍ |
| ------------------------------------ | ------------------------------------ | ------------------------------------ | ------------------------------------ | ------------------------------------ |
|                                      |                                      |                                      |                                      |                                      |
| Срби                                 | Срби                                 |                                      | 1.791                                | 47,67%                               |
| Власи                                | Власи                                |                                      | 1.600                                | 42,58%                               |
| Румуни                               | Румуни                               |                                      | 6                                    | 0,15%                                |
| Албанци                              | Албанци                              |                                      | 5                                    | 0,13%                                |
| Црногорци                            | Црногорци                            |                                      | 4                                    | 0,10%                                |
| Југословени                          | Југословени                          |                                      | 4                                    | 0,10%                                |
| Немци                                | Немци                                |                                      | 3                                    | 0,07%                                |
| Македонци                            | Македонци                            |                                      | 2                                    | 0,05%                                |
| Горанци                              | Горанци                              |                                      | 2                                    | 0,05%                                |
| Хрвати                               | Хрвати                               |                                      | 1                                    | 0,02%                                |
| Муслимани                            | Муслимани                            |                                      | 1                                    | 0,02%                                |
| Мађари                               | Мађари                               |                                      | 1                                    | 0,02%                                |
| непознато                            | непознато                            |                                      | 123                                  | 3,27%                                |

| Година пописа     | 1948. | 1953. | 1961. | 1971. | 1981. | 1991. | 2002. |
| ----------------- | ----- | ----- | ----- | ----- | ----- | ----- | ----- |
| Број домаћинстава | 1.194 | 1.275 | 1.360 | 1.354 | 1.323 | 1.203 | 1.129 |

| Број чланова      | 1   | 2   | 3   | 4   | 5   | 6   | 7  | 8  | 9 | 10 и више | Просек |
| ----------------- | --- | --- | --- | --- | --- | --- | -- | -- | - | --------- | ------ |
| Број домаћинстава | 195 | 280 | 175 | 175 | 134 | 105 | 48 | 15 | 0 | 2         | 3,33   |

| Пол    | Укупно | Неожењен/Неудата | Ожењен/Удата | Удовац/Удовица | Разведен/Разведена | Непознато |
| ------ | ------ | ---------------- | ------------ | -------------- | ------------------ | --------- |
| Мушки  | 1.566  | 389              | 1.039        | 100            | 36                 | 2         |
| Женски | 1.648  | 198              | 1.035        | 361            | 51                 | 3         |
| УКУПНО | 3.214  | 587              | 2.074        | 461            | 87                 | 5         |

| Пол    | Укупно                    | Пољопривреда, лов и шумарство | Рибарство                            | Вађење руде и камена | Прерађивачка индустрија       |
| ------ | ------------------------- | ----------------------------- | ------------------------------------ | -------------------- | ----------------------------- |
| Мушки  | 734                       | 82                            | 0                                    | 158                  | 235                           |
| Женски | 306                       | 109                           | 0                                    | 6                    | 40                            |
| УКУПНО | 1.040                     | 191                           | 0                                    | 164                  | 275                           |
| Пол    | Производња и снабдевање   | Грађевинарство                | Трговина                             | Хотели и ресторани   | Саобраћај, складиштење и везе |
| Мушки  | 52                        | 7                             | 27                                   | 6                    | 75                            |
| Женски | 0                         | 0                             | 43                                   | 10                   | 4                             |
| УКУПНО | 52                        | 7                             | 70                                   | 16                   | 79                            |
| Пол    | Финансијско посредовање   | Некретнине                    | Државна управа и одбрана             | Образовање           | Здравствени и социјални рад   |
| Мушки  | 0                         | 13                            | 10                                   | 10                   | 8                             |
| Женски | 6                         | 3                             | 6                                    | 30                   | 30                            |
| УКУПНО | 6                         | 16                            | 16                                   | 40                   | 38                            |
| Пол    | Остале услужне активности | Приватна домаћинства          | Екстериторијалне организације и тела | Непознато            | Непознато                     |
| Мушки  | 18                        | 0                             | 0                                    | 33                   | 33                            |
| Женски | 9                         | 0                             | 0                                    | 10                   | 10                            |
| УКУПНО | 27                        | 0                             | 0                                    | 43                   | 43                            |

## Култура
У селу постоји библиотека "Милан Поповић" која је огранак Народне библиотеке у Бору. Основана је на Савиндан 1869. као прва сеоска, а свеукупно 25. читаоница по реду у Кнежевини Србији. Библиотека носи назив по учитељу Милану Поповићу који је био главни иницијатор настанка тзв. Социјалистичке читаонице која је основана марта 1909. Данас библиотека располаже са око 10.000 примерака књига.
У селу постоји и културно-уметничко друштво "Петар Радовановић" које је основано 1948. године.
Сваке године 30. априла више од седам деценија, у Злоту се одржава Традиционална манифестација "Бакљада". Манифестација окупља велики број људи који традиционално шетају са бакљама главном улицом села. Осим тога, догађај се састоји и од сајма етно хране и културно-уметничког програма.

## Спортски клубови
- ОФК Злот, основан 1993. године

## Образовање
У Злоту се налази Основна школа „Петар Радовановић” Злот која поред матичне школе у центру села, има и једно издвојено одељење у рејону Кобила. Злотска основна школа је једна од најстаријих сеоских школа у Тимочкој Крајини.
Школа је почела са радом 11. децембра 1839. године под називом "Устројеније јавног училиштног настављенија" као мушка трогодишња школа са око 10 ученика и једним учитељем. 1863. године постаје четворогодишња, а школске 1952/53. године школа постаје прва осмогодишња школа у Борском срезу. Садашња школска зграда изграђена је 1948. године.

## Галерија
- Злот
- Црква Светог пророка Илије
- Централни део села
- Поглед на ужи центар Злота
- Црква у центру Злота
- Део насеља
- Поглед на Лазарев кањон са старог пута
- Поглед на Злот са видиковца Лазаревог кањона